# De Goddelijke Kanarie
De Goddelijke Kanarie is een boek uit 1994 van August Willemsen. Hij beschrijft daarin de geschiedenis van het Braziliaans voetbal. Het boek kwam uit vlak voor het WK voetbal van 1994, het WK dat door Brazilië gewonnen zou worden.

## Strekking
Onze Vader, die in de hemelen zijt, laat alle vrouwen op de wereld zich van deze zondaar afwenden, maar sta niet toe, Heer, dat Cruzeiro gelijk maakt. Met dit citaat, in 1967 gepubliceerd door Andrade, opent het boek. August Willemsen, vertaler Portugees van beroep, beschrijft de geschiedenis van het Braziliaans voetbal. Niet alleen lijsten van wedstrijden maar ook, gezien het citaat, de beleving door de Braziliaanse fan: vreugde en marteling tegelijk, en de bovennatuurlijke status die het voetbal in Brazilië soms heeft.

## Inhoud
Willemsen behandelt in verschillende hoofdstukken de clubs (begin door Europese immigranten, eerst als chique Engelse rijkeluissport), de spelers, de Kanaries en de supporters, die 'gefolterden' heten (Portugees: 'torcedor'). Terloops wordt een beeld gegeven van het Braziliaans voetbal dat zo'n indruk maakte op de wereld: de jaren 1958 - 1970, de jaren met Pelé, maar hij niet alleen. Nadat het boek uitkomt wordt Brazilië wereldkampioen, en begint een tweede periode van Braziliaanse overheersing (1994 - heden).

## Nuances bij de titel
In 1950 verliest Brazilië thuis, in het Maracanã, de wereldtitel aan Uruguay. Deze 'noodlottige finale' is een traumatische ervaring voor een generatie Brazilianen. Het team speelde in het wit. Na de noodlottige finale wordt de kleur van het nationale elftal veranderd in geel, en bij uitzondering wordt gespeeld in de uitkleur blauw (bijvoorbeeld in de finale tegen Zweden, 1958). De internationals heten sindsdien de Kanaries. In de boektitel wordt dit treffend verwerkt tot 'De Goddelijke Kanarie', ten eerste omdat hiermee ook de status van de voetballer aangegeven wordt, en bovenal als fijne associatie (allusie) met De Goddelijke Komedie van Dante: hel, vagevuur en hemel ineen.

## Betekenis van het boek
Begin 1994 was Braziliaans voetbal niet meer zo bekend of populair. Brazilië had immers jarenlang weinig gewonnen. Dit boek kwam uit vóór het WK, dat Brazilië zou winnen. Daarna kwam, wereldwijd, de belangstelling weer op gang. In het Nederlands ging iedereen vervolgens te rade bij De Goddelijke Kanarie.
Allerlei mensen, nog niet geboren in 1970, werden opeens Brazilië-expert. Verslaggevers van Studio Sport leerden de aanval van 1958 uit hun hoofd (Garrincha, Didi, Vavá, Pelé, Zagallo). Bij Ajax komt een nieuwe rechtsbuiten binnen, met als dubieuze PR-toevoeging van het bestuurslid: "Hij doet een beetje aan Garrincha denken" (mogelijk vanwege zijn drankzucht?). In het Nederlands spraakgebruik is de naam 'De Goddelijke Kanaries' voor het Braziliaans elftal nu vanzelfsprekend geworden. We kunnen daarbij bedenken dat de verbinding met Dante alleen in het Nederlands bestaat.

## Boek
"De Goddelijke Kanarie" door August Willemsen (Amsterdam 1994). ISBN 90-6005-430-X. Uitgeverij Thomas Rap, no. 3 in de Nederlandse Sportbibliotheek.
In 2007 is het boek geactualiseerd en opnieuw uitgegeven. Op de achterflap staat dat 'iedereen' nu het Braziliaans voetbalelftal 'De godelijke kanaries' noemt, maar dat is niet waarschijnlijk vanwege de Nederlandstalige basis.